# 滑铁卢国际车站
滑铁卢国际车站（英語：Waterloo International station）是伦敦从1994年11月14日到2007年11月13日的欧洲之星车站。车站位于滑铁卢车站的西部，和滑铁卢主站分开管理、运营。

## 历史
滑鐵盧國際車站靠近滑鐵盧主車站，擁有2層的車站大廳與車棚，曾經是歐洲之星（通往比利時與法國）在倫敦的起始站，滑鐵盧國際車站也是由歐洲之星所管理。
滑鐵盧國際車站於1990年代早期建造完成，建造成本為130萬英鎊，是由尼古拉斯·格雷姆肖合夥公司所設計。車站的設計受到廣泛的讚譽，也因此在滑鐵盧國際車站開幕的時候贏得了一個建築設計獎。最令人印象深刻的是400公尺長的玻璃屋頂，包括37個類似稜鏡、由3條繩索所組成的拱所分割成大小不一的區塊，這是由安東尼·杭特（Anthony Hunt）與他的夥伴所設計的。
海峽隧道連接鐵路（CTRL）在2007年11月14日完工，歐洲之星改停靠在聖潘克拉斯車站取代本站，而車站也會重新由交通部所管理。雖然重新使用這個訊息現在仍未確定，但是有可能會改由西南鐵路來行駛國內線。然而在考慮到行駛國內線的情況下，原本的鐵路路線可能會需要改建或重建，相關的建設成本對西南鐵路所支持的提議（將滑鐵盧國際車站作為西南鐵路的終點站），將會是一個巨大的阻力。
滑鐵盧車站的名稱是起源拿破崙在1815年的滑鐵盧戰役被英國領導的反法同盟所擊敗。一位法國的政治人物Florent Longuepée在1998年曾經寫信給當時的英國首相布萊爾，建議他改變這個唐突的名稱，但是後來並沒有成功。

## 图库

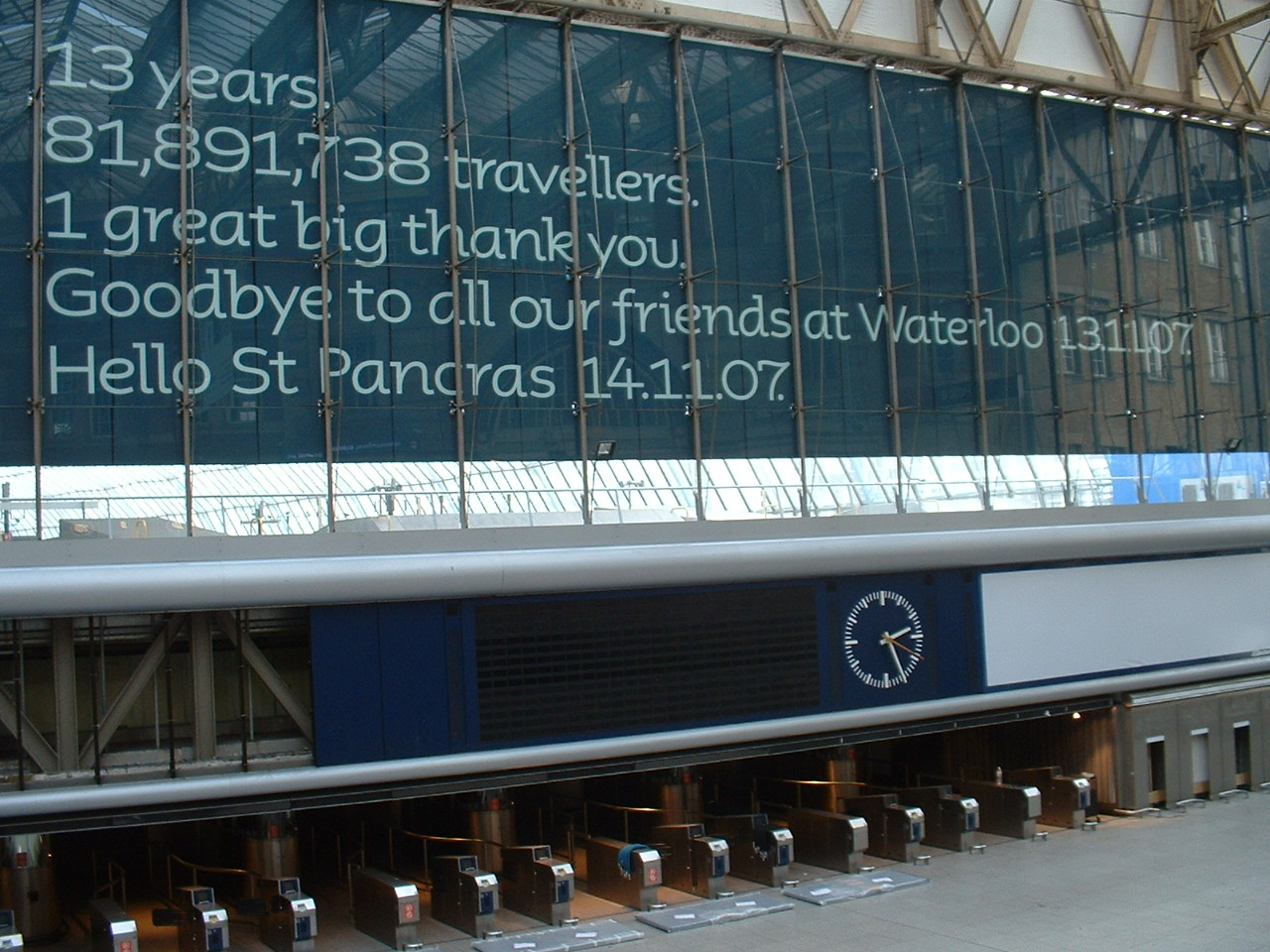
歐洲之星於滑鐵盧國際車站的告別訊息，攝於2007年12月上旬
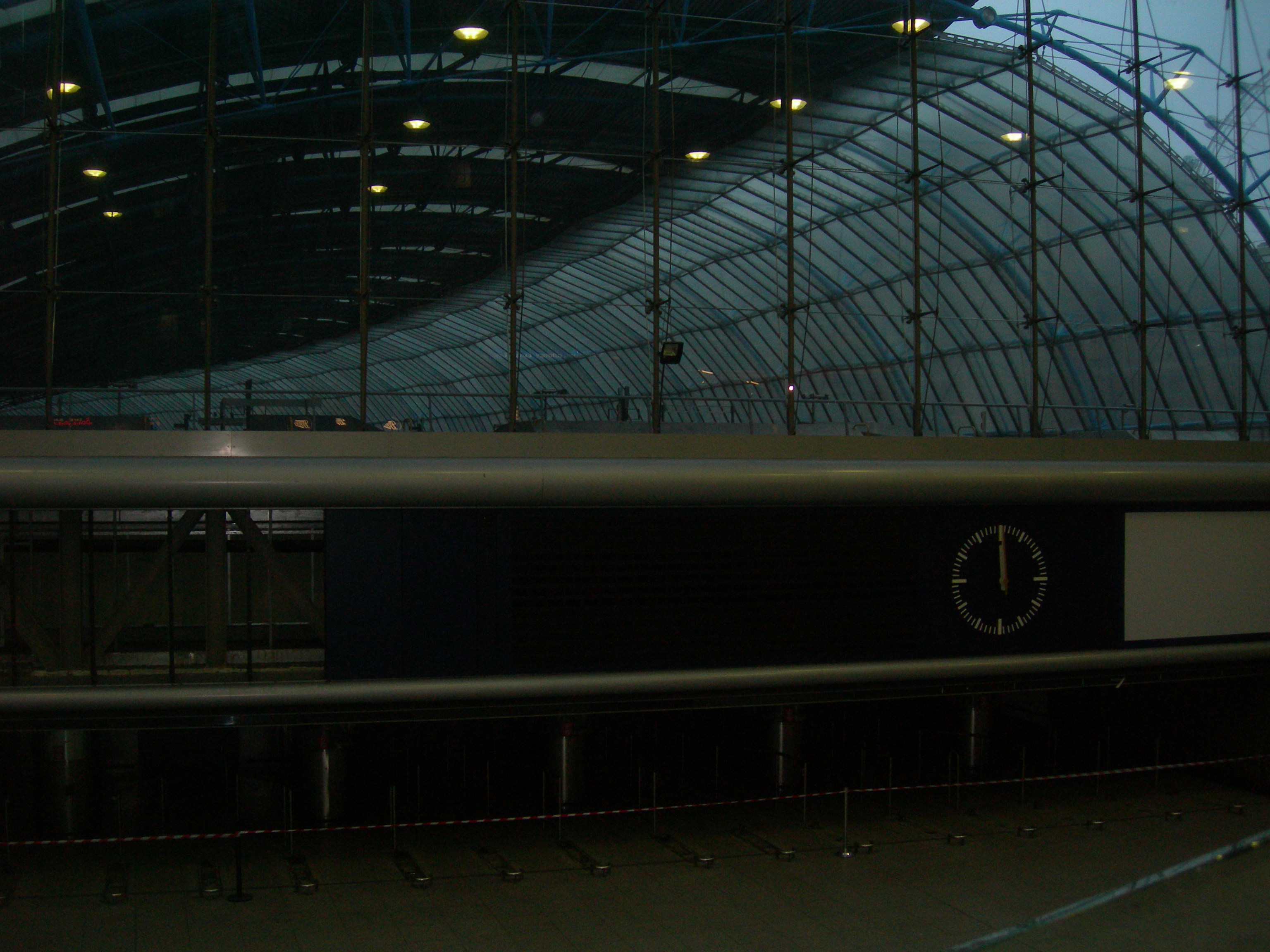
滑铁卢国际车站的晚上，攝於2008年1月上旬
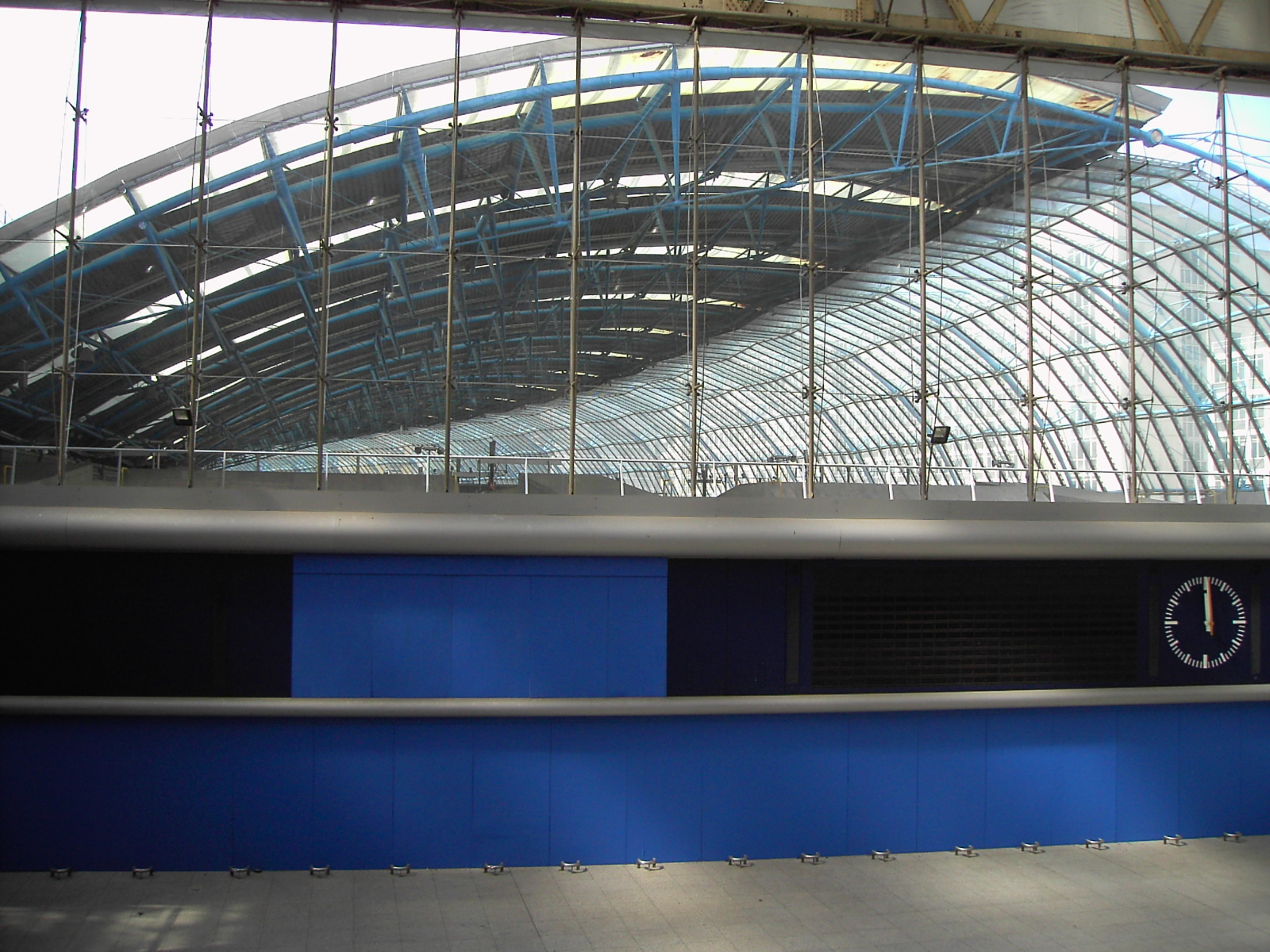
滑铁卢国际车站的白天，攝於2008年5月
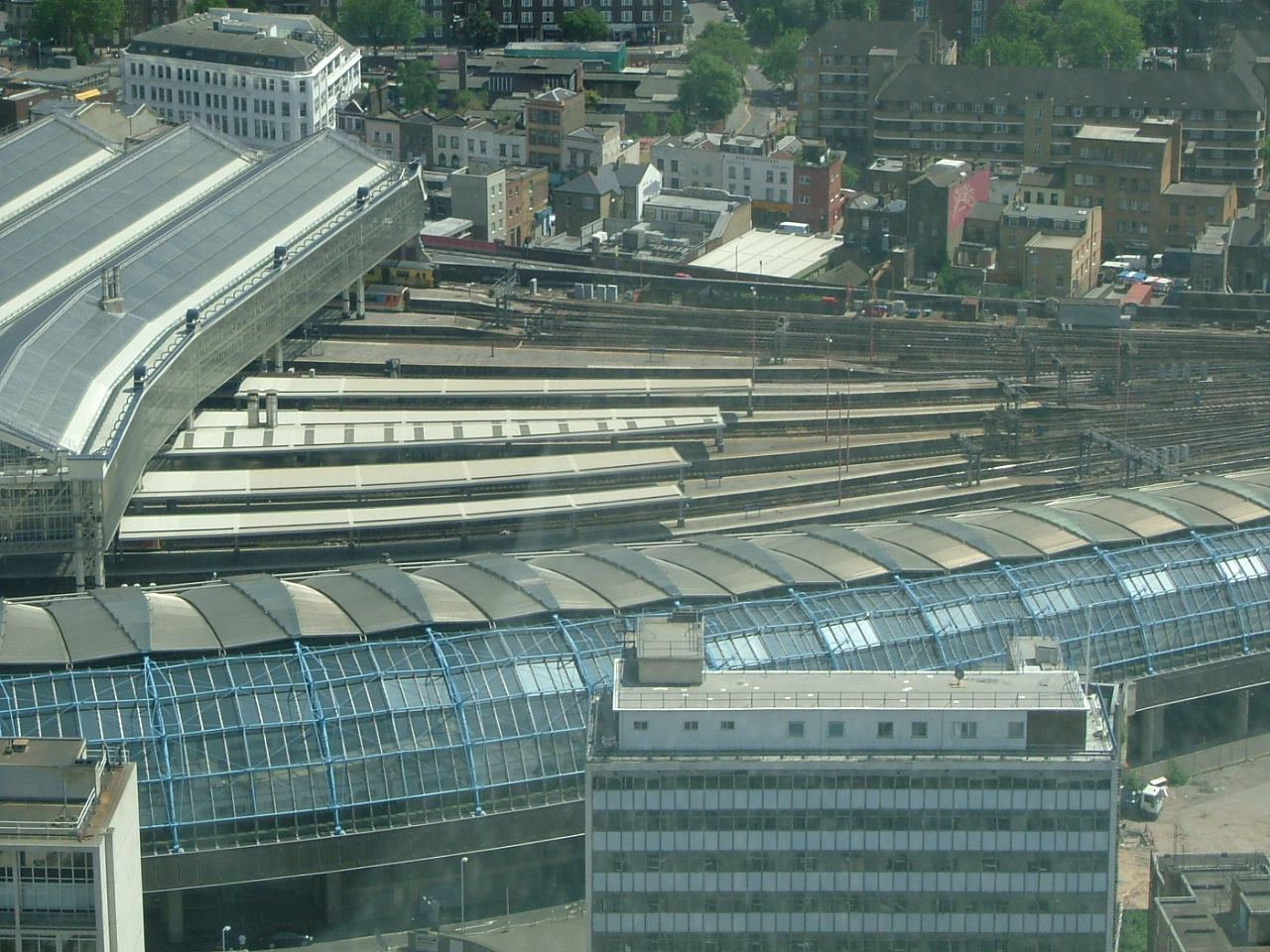
从伦敦眼看滑铁卢车站，滑铁卢国际车站在圖下方
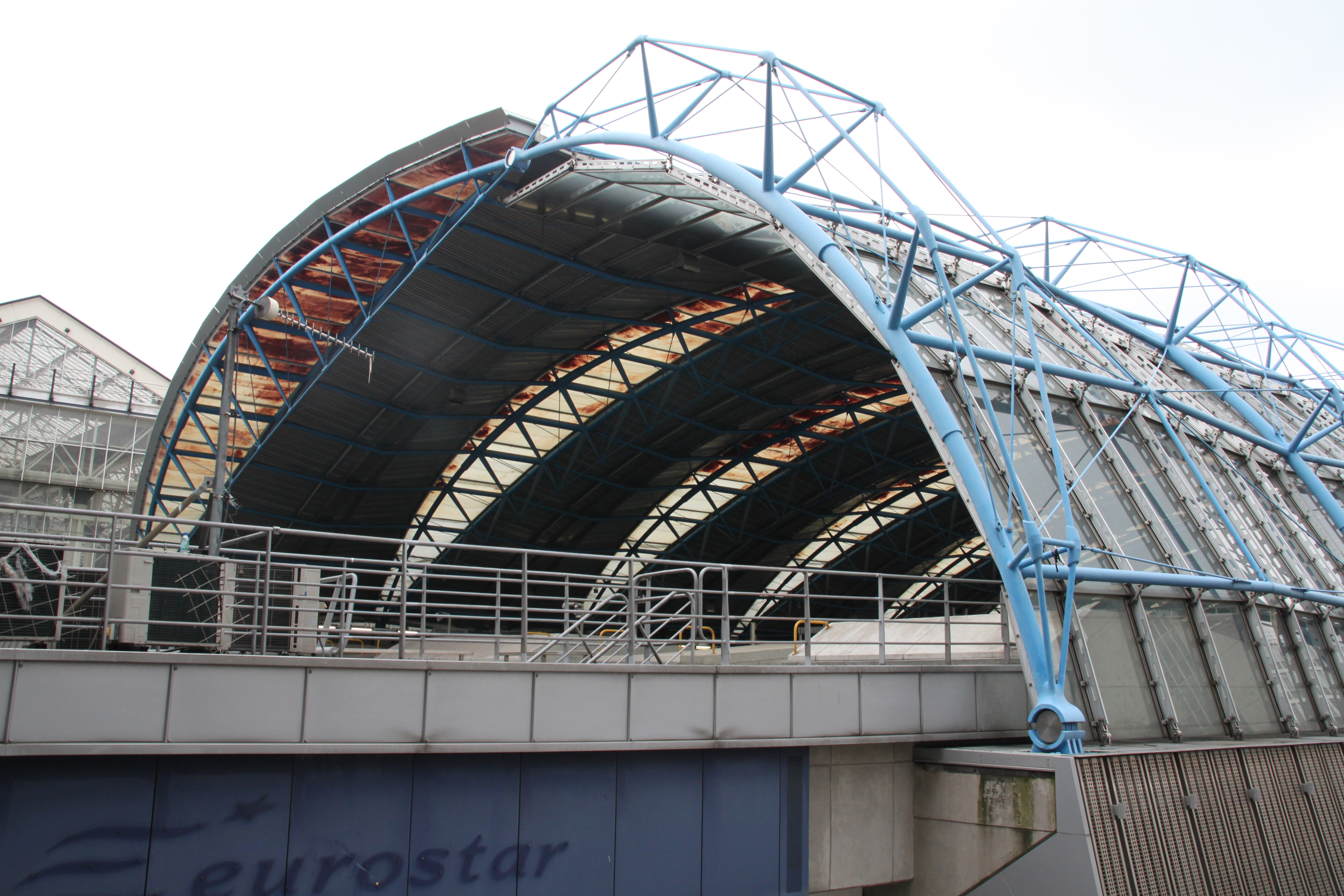
滑铁卢国际车站废弃铁轨，攝於2010年

## 电影
- The station is shown repeatedly in The Russian Dolls (Les Poupées russes), as the main character Xavier commutes frequently, by rail, between Paris and London.
- In Mr Bean's Holiday, Mr Bean sets out on this holiday from Waterloo International.
- In The Bourne Ultimatum, Jason Bourne arrives from Paris and steps out onto Waterloo International's Eurostar platforms. Further action takes place in the rest of Waterloo station.